# 崔宏
崔 宏（さい こう、生年不詳 - 418年）は、前燕から北魏にかけての官僚・政治家。字は玄伯。本貫は清河郡東武城県。

## 経歴
前燕の黄門侍郎の崔潜の子として生まれた。父に書を学んで、草・隷・行・押の書を得意とした。若くして俊才で、冀州の神童と号された。372年、前秦の陽平公苻融が冀州牧となると、崔宏はその下で陽平公侍郎となり、冀州従事を兼ね、征東記室をつとめた。実務に有能で、処断を滞らせることがなかった。苻堅が評判を聞いて召し出し、太子舎人として任用しようとしたが、崔宏は母の病を理由に断ったため、著作佐郎に左遷された。380年、前秦の苻丕が冀州牧となると、崔宏はその下で征東功曹となった。太原郡の郝軒により「王佐の才」と評された。385年に苻堅が滅亡すると、崔宏は山東に避難したが、丁零の翟釗や部将の張願に抑留された。後に後燕の慕容垂により吏部郎・尚書左丞・高陽国内史として任用された。
396年（皇始元年）、魏王の拓跋珪（後の道武帝）が後燕の慕容宝を討ち、常山に進軍すると、崔宏は郡を棄てて、東の海浜に逃亡した。拓跋珪はもとより崔宏の名声を聞き知っていたため、騎兵を派遣して追求し、捕らえて護送させた。崔宏は拓跋珪と語り合って気に入られ、黄門侍郎となり、張袞とともに国事の枢機を担当し、王朝の制度を作りととのえた。398年（皇始3年）6月、道武帝が国号について群臣の意見を聴くと、崔宏は封国の名である魏を国号とするよう進言し、聞き入れられた。道武帝が鄴におもむくと、故事来歴を崔宏に訊ね、崔宏は流れるように答えてみせた。道武帝は崔宏の老母のために厚く恩賜を与えた。崔宏は吏部尚書に転じ、北魏の官爵・朝儀・音楽・律令・科禁などの制定を取り仕切った。尚書を退任すると、白馬侯の爵位を受け、周兵将軍の号を加えられた。
409年（天賜6年）、清河王拓跋紹が道武帝を殺害すると、人心を掌握するために、金品を朝士に分け与えたが、崔宏はひとり受け取らなかった。同年（永興元年）、明元帝が即位すると、穆観らとともに郡国を巡察するよう命じられ、不法を行う官僚を糾弾し、明元帝にその公平ぶりを賞賛された。411年（永興3年）、長孫嵩らとともに朝堂に列し、刑事裁判を担当することとなった。
414年（神瑞元年）、崔宏は長孫嵩らとともに北魏の朝政全般について意見するようになった。416年（泰常元年）、河西の胡族の劉虎らが河内郡に侵入して略奪をおこなったため、将軍の公孫表らが派遣されて討伐にあたったが、敗北を喫した。明元帝が群臣に意見を聞くと、崔宏は并州での経験のある叔孫建を推挙したため、明元帝は叔孫建に命じて劉虎の乱を鎮圧させた。まもなく崔宏は天部大人に任じられ、爵位は公に進んだ。
418年（泰常3年）夏、病没した。司空の位を追贈された。諡は文貞公といった。

## 子女
- 崔浩（襲爵）
- 崔簡（次子、字は沖亮、またの名は覧、中書侍郎・征虜将軍、五等侯、参著作事）
- 崔恬（字は叔玄、小名は白、給事中、繹幕子、上党郡太守・平南将軍・豫州刺史、陽武侯、崔浩の国史事件に連座して処刑された）

## 伝記資料
- 『魏書』巻24 列伝第12
- 『北史』巻21 列伝第9